# Hrabstwo Meade (Dakota Południowa)
Hrabstwo Meade (ang. Meade County) – hrabstwo w stanie Dakota Południowa w Stanach Zjednoczonych. Obszar całkowity hrabstwa obejmuje powierzchnię 3482,46 mil² (9019,53 km²). Według szacunków United States Census Bureau w roku 2009 miało 23 916 mieszkańców.
Hrabstwo powstało w 1889 roku. Na jego terenie znajdują się następujące gminy (townships): Cooper, Dakota, Lakeside, Moreau, Plainview, Smithville, Union, Upper Red Owl, Vale.

## Miejscowości
- Faith
- Piedmont
- Rapid City
- Sturgis
- Summerset

## CDP
- Blackhawk
- Blucksberg Mountain
- Union Center